# Kao-siung
Kao-siung (tradiční znaky: 高雄; tongyong pinyin: Gaosyóng; hanyu pinyin: Gāoxióng) je po Tchaj-peji a Tchaj-čungu třetím největším městem Tchaj-wanu. Za japonské nadvlády se nazývalo Takao. Leží na jihu ostrova Tchaj-wan. Ve správním systému Čínské republiky je centrálně spravovaná speciální obec. Podle údajů z července roku 2019 měl Kao-siung 2 773 607 obyvatel. Město v roce 2009 hostilo Světové hry.
Kao-siung je průmyslovým centrem oblasti. Dominuje především těžký průmysl – výroba hliníku, dřevozpracující průmysl, chemický průmysl, těžké strojírenství a stavba lodí. Kao-siung je také nejvýznamnějším přístavním městem země. Svou velikostí patří přístav Kao-siung k 20 největším kontejnerovým přístavům na světě; je také základnou Námořnictva Čínské republiky.
Ve čtvrti Siao-kang se nachází Mezinárodní letiště Kao-siung.

## Partnerská města
- Honolulu, USA
- Macon, USA
- Tulsa, Oklahoma, USA
- Colorado Springs, USA
- Miami, Florida, USA
- San Antonio, Texas, USA
- Seattle, Washington, USA
- Knoxville, Tennessee, USA
- Plains, USA
- Pensacola, Florida, USA
- Mobile, USA
- Little Rock, Arkansas, USA
- Portland, Oregon, USA
- Pusan, Jižní Korea
- Cebu, Filipíny
- Danang, Vietnam
- Barranquilla, Kolumbie
- Cartago, Kostarika
- Durban, JAR
- Blantyre, Malawi
- Brisbane, Austrálie

## Zajímavost
V místním přístavu byla v roce 1983 zakončena poslední plavba největší československé obchodní lodi Vítkovice, která zde byla následně sešrotována.